# Messias
Messias là một đô thị thuộc bang Alagoas, Brasil. Đô thị này có diện tích 112,86 km², dân số năm 2007 là 15097 người, mật độ 133,77 người/km².